# Toni Tapalović
Toni Tapalović, né le 10 octobre 1980 à Gelsenkirchen, est un footballeur germano-croate. Il évolue au poste de gardien de but de la fin des années 1990 à la fin des années 2010.
De 2011 à 2023, il entraine les gardiens du Bayern Munich. À partir de 2024, il fait partie du staff de Hansi Flick au FC Barcelone.

## Biographie
Né à Gelsenkirchen, il commence le football à l'âge de 5 ans, au Fortuna Gelsenkirchen, un club sportif du quartier d'Ückendorf. En 1990, il rejoint la section jeunes du FC Schalke 04 et en 1998, il rejoint l'équipe senior amateur. De 1999 jusqu'au 30 juin 2001, il bénéficie d'un contrat professionnel, mais il est blessé au genou en août 1999. En 2002, il part au VfL Bochum, où il joue jusqu'au 28 janvier 2004. À Bochum, il est gardien-remplaçant et ne joue aucun match de Bundesliga. En janvier 2004 il part au KFC Uerdingen 05 en Regionalliga Nord, où il reste jusqu'en juin 2005 et joue 13 matchs.
Après cinq mois sans club, il part en 2. Bundesliga, jouer pour les Kickers Offenbach mais ne joue quasiment pas. En 2006 il retourne au FC Schalke 04 et, profitant du départ de Frank Rost en janvier 2007, il y redevient gardien remplaçant. En trois saisons, il joue 21 matchs pour l'équipe réserve. Après un an sans club, il rejoint l'équipe réserve du 1. FSV Mainz 05 où il joue quatre matchs en Regionalliga Ouest.
Depuis la saison 2011-2012, il est entraîneur des gardiens du Bayern Munich et est notamment le coach de Manuel Neuer, qu'il connaît personnellement pour avoir joué avec lui à Gelsenkirchen. Il entraîne également Tom Starke, Sven Ulreich et Ivan Lucic. Au cours de la saison 2022-2023, il se fait licencié de son poste d'entraineur des gardiens pour avoir partagé des discussions confidentielles du staff à certains joueurs. 
À partir de 2024, il fait partie du staff de Hansi Flick au FC Barcelone.

## Vie privée
En 2020, il devient papa d'un petit garçon qui a aujourd'hui Manuel Neuer pour parrain et Hans-Dieter Flick  était présent lors du baptême de son fils.